# Westland Whirlwind (samolot)
Westland Whirlwind – brytyjski samolot myśliwski zbudowany w 1938 roku przez wytwórnię Westland Aircraft, pierwszy dwusilnikowy samolot myśliwski w lotnictwie brytyjskim.

## Historia

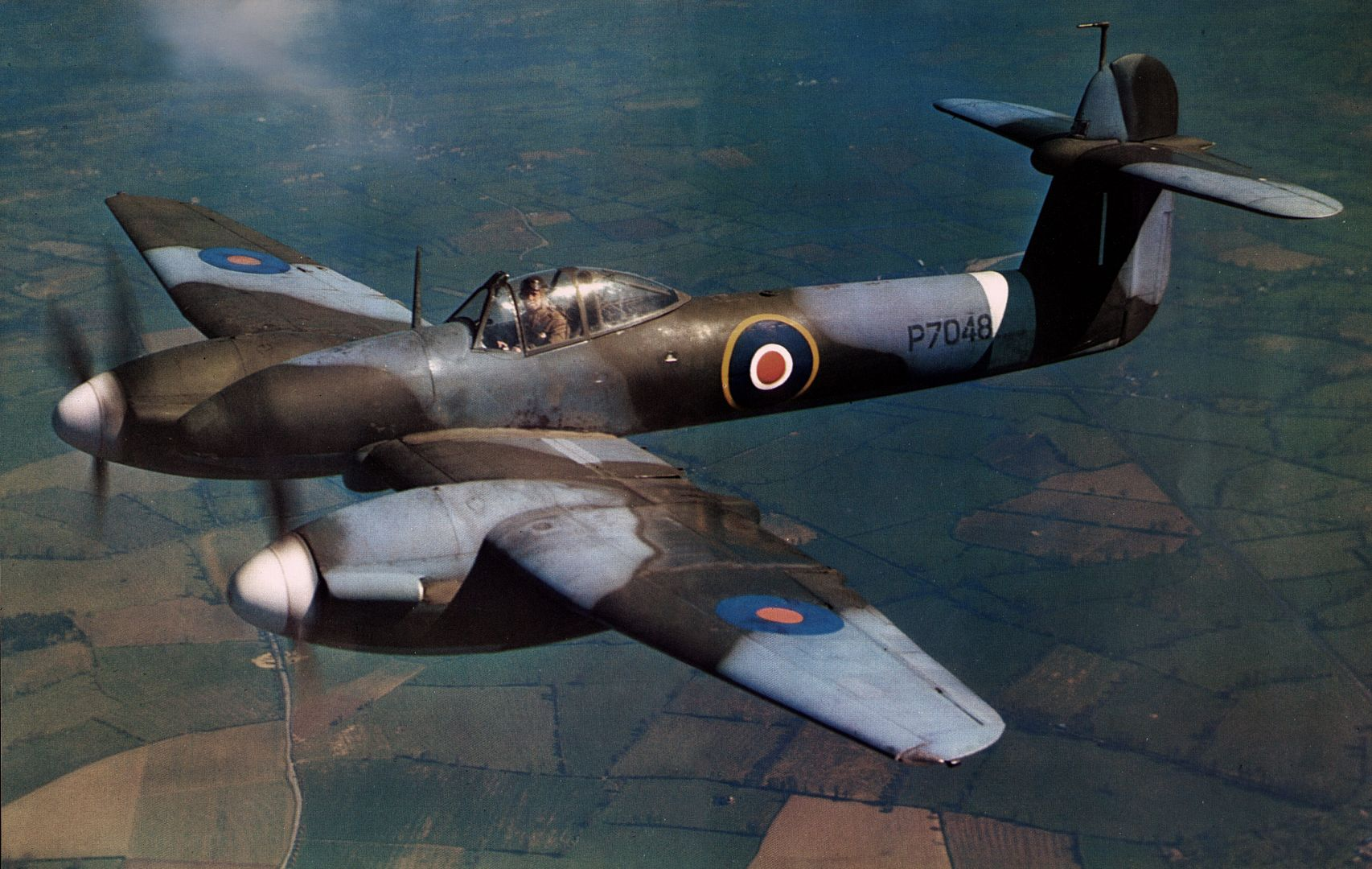
Westland Whirlwind w locie

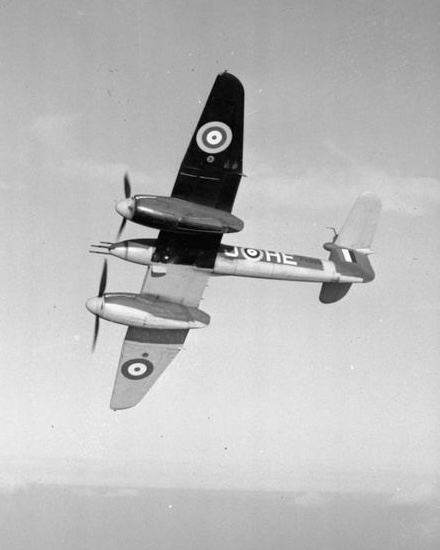
Westland Whirlwind należący do 263. Eskadry RAF-u, bazującej w Exeter, 27 listopada 1940 roku

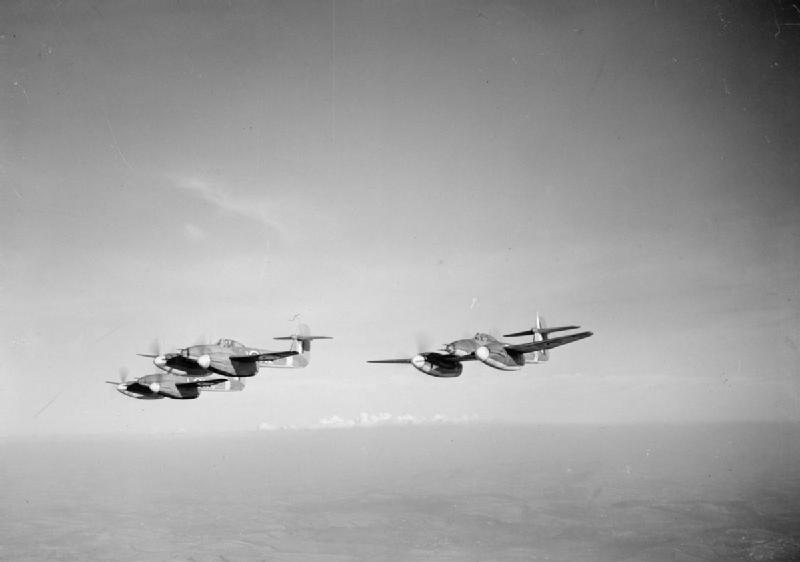
Formacja trzech Whirlwindów należących do 263. Eskadry RAF-u w grudniu 1940 roku

Samolot powstał w odpowiedzi na specyfikację Ministerstwa Lotnictwa F.37/35 z 1935 roku na szybki jednomiejscowy myśliwiec dzienny i nocny, uzbrojony w działka kalibru 20 mm, w celu przeciwstawienia się nowym niemieckim konstrukcjom. Zakładano pierwotnie układ jednosilnikowy, lecz zaakceptowano także konstrukcje dwusilnikowe jako lepiej spełniające wymagania. Swoje projekty dwusilnikowych myśliwców przedstawiły firmy Westland, Supermarine i Bristol, po czym po ich ocenie Ministerstwo Lotnictwa zamówiło 11 lutego 1937 roku tylko dwa prototypy samolotu Westland o oznaczeniu fabrycznym P.9. Przedstawiał on dwusilnikowy samolot ze smukłym kadłubem z czterema działkami kalibru 20 mm w nosie, skrzydłami o zaawansowanej mechanizacji i chłodnicami silników umieszczonymi w krawędzi natarcia skrzydła. Projekt ten był najbardziej zaawansowany technicznie i awangardowy, stąd w odróżnieniu od wielu innych brytyjskich projektów, dalsze zamówienie zostało uzależnione od pozytywnych wyników prób prototypu. W toku prac projektowych zamieniono pierwotnie przewidziany podwójny statecznik pionowy przez pojedynczy, z charakterystycznie wysoko umieszczonym statecznikiem poziomym. W czerwcu 1937 roku zaakceptowano makietę samolotu.
Pierwszy lot prototypu odbył się 11 października 1938 roku. Projekt ogólnie dysponował niezłymi charakterystykami, miał dobry zasięg i dobre uzbrojenie, jednak nie najlepsze silniki Rolls-Royce Peregrine zaważyły na losie samolotu. Samolot nie był duży, niewiele większy niż Hawker Hurricane, o wiele jednak szybszy i lepiej uzbrojony, a przy tym wykazywał doskonałe własności na niższych pułapach i był łatwy w pilotażu. Na wyższym pułapie pojawiały się jednak problemy z niezbyt dużą mocą silników, pewnym problemem była także duża szybkość lądowania, sprawiająca trudności pilotom, przyzwyczajonym do wolniejszych maszyn. Wadą był także niewielki zasięg.
Zamówiono 200 samolotów, jednak ze względu na kłopoty z silnikami po wyprodukowaniu 116 samolotów (według innych źródeł 112 lub 114) zamówienie zostało anulowane. Rozwiązaniem kłopotów mogło być zastosowanie doskonalszych silników Rolls-Royce Merlin, pociągało to jednak za sobą konieczność dość dużych zmian w konstrukcji samolotu. Istniały plany stworzenia wersji Mk II z nowymi silnikami RR Merlin, jednak po rozpoczęciu wojny zmieniły się priorytety, okazało się także, iż działka kalibru 20 milimetrów można zamontować na samolotach Supermarine Spitfire, wobec czego z produkcji samolotu zrezygnowano.
Pierwsze Whirlwindy weszły do służby w czerwcu 1940 roku. Służyły jedynie w dwóch dywizjonach RAF-u: 137. i 263. Niski poziom produkcji nie pozwolił na ich szerokie zastosowanie bojowe. W lipcu 1942 roku samoloty obu dywizjonów zostały przystosowane do zadań myśliwsko-bombowych, otrzymały przy tym popularne przezwisko Whirlibomber. Pierwsze ich użycie w tym charakterze miało miejsce 9 sierpnia 1942, kiedy zatopiły dwa z grupy czterech uzbrojonych trawlerów na kanale La Manche. Używane były następnie do zwalczania żeglugi na kanale oraz atakowania celów naziemnych w północnej Francji i Belgii, głównie pociągów, także podczas nocnych operacji intruder. W czerwcu 1943 roku na skutek strat 137. Dywizjon przezbrojono na Hawker Hurricane Mk IV. Samoloty pozostawały w służbie w drugim z dywizjonów do grudnia 1943 roku, kiedy to ostatnie egzemplarze zostały zastąpione przez myśliwce Hawker Typhoon. Wkrótce po wycofaniu samoloty te zostały skasowane jako zbędne. Ostatni egzemplarz Whirlwinda używany był przez zakłady Westland aż do 1947 roku, z rejestracją cywilną G-AGOI. Do dziś nie zachował się żaden oryginalny Whirlwind.
Whirlwindy ze względu na silne uzbrojenie i dużą prędkość wyrządzały dużo szkód załogom niemieckich okrętów wojennych operujących w kanale La Manche.
Wersją rozwojową Whirlwinda był samolot Westland Welkin, przeznaczony do lotów na wysokich pułapach.

## Konstrukcja
Samolot Westland Whirlwind był dwusilnikowym, jednomiejscowym samolotem myśliwskim, dolnopłatem o konstrukcji skorupowej. Podwozie klasyczne – chowane w locie. Napęd stanowiły 2 silniki rzędowe.